# نحلة شغالة

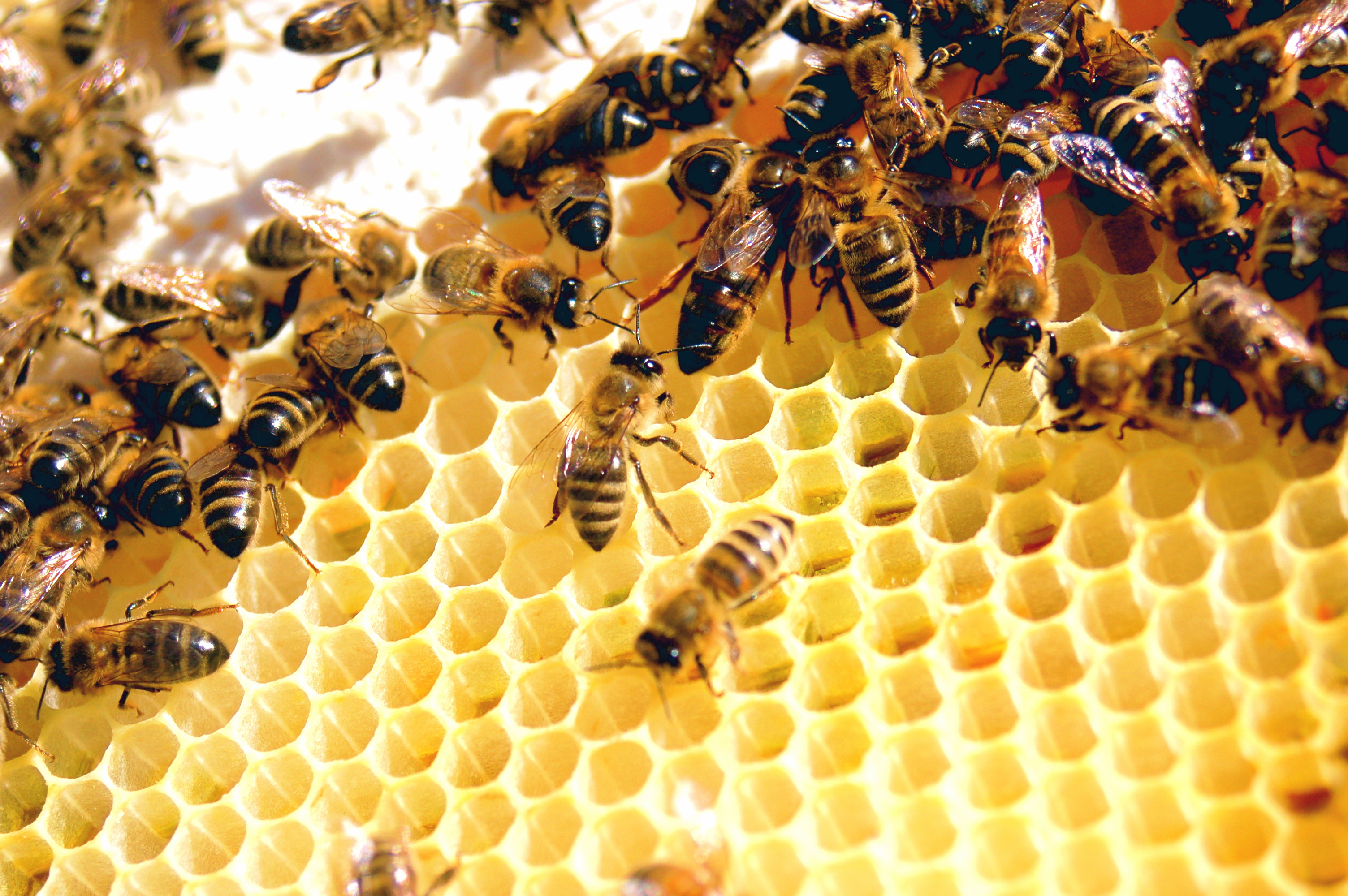
النحلات العاملة

تنشأ شغالات النحل أو شغالة نحل العسل من بيض مخصب وتركيبها الوراثي (32 كروموسوم) وهي أنثى عقيمة حيث إن جهازها التناسلي غير كامل التكوين لذا فهي غير قابلة للتلقيح وبالرغم من ذلك فهي تمتلك بعض صفات الأمومة التي لا تتوفر في الملكة كرعاية الحضنة وتدفئتها وتغديتها وفي بعض الحالات الخاصة تقوم بعض هذه الشغالات بوضع البيض الذي ينتج عنه الذكور فقط حيث إنه غير ملقح وتدعي هذه الشغالات بالأمهات الكاذبة، والشغالات هي أصغر أفراد الطائفة حجماً وأكثرها عدداً حيث يبلغ عددها في الطائفة القوية وفي مواسم النشاط والفيض حوالي 60 ألف شغالة وقد يصل في بعض الحلالات النادرة إلي 100 ألف شغالة ويقل عدد هذه الشغالات تدريجياً في فصلي الصيف والخريف إلى أن يصل عددها الحد الأدنى في فصل الشتاء حيث قد لا تحتوي الطائفة القوية أكثر من 15 ألف شغالة، أما الطائفة الضعيفة فيكون العدد أقل من ذلك بكثير وقد لا يتعدى عدد الشغالات فيها بضع مئات، وهذه الظاهرة طبيعية جداً وعملية منظمة حيث أين تتوفر مصادر الرحيق يكون الغذاء متاحاً لأعداد أكبر والعكس يحصل حين لا تتوفر هذه المصادر، حيث يعتمد النحل في تغديته على مدخراته من العسل فيقل العدد ويحصل توازن بين الغذاء المتاح من عسل وحبوب اللقاح وبين أعداد النحل التي تعتمد على هذا الغذاء.
وتركيب جسم الشغالة يساعدها على القيام بكثير من الأعمال الهامة التي تساهم بجهد كبير في الحياة الاجتماعية التي تعيشها الطائفة.
أجزاء فم الشغالة طويلة ومهيأة لجمع الرحيق من الأزهار وأرجلها مناسبة لجمع حبوب اللقاح بكفائة وحملها إلى الطائفة كما إن غددها البلعومية تفرز الغذاء الملكي الذي يعتبر الغذاء الأساسي للملكات ولصغار الحضنة، كما إنه مزود بغدد مختلفة كغدد الشمع وغدد الرائحة.
إن معدة نحل العسل واسعة وتستطيع تخزين كمية مناسبة من رحيق الأزهار وللشغالة آلة لسع غير مقوسة وحادة التسنين تستخدمها للدفاع عن الطائفة ضد الأعداء، تقضي الشغالات نصف عمرها في العمل داخل الخلية والنصف الثاني تقضيه في أعمال خارج الخلية، وتعيش الشغالة حوالي 45 يوماً من الكفاح المستمر والعمل المتفاني خدمة للخلية في الربيع والصيف وقد يطول عمرها حتى ستة أشهر في الخريف، حيث تمتد حياتها حتى أواخر الشتاء، لأنه كلما زاد العمل كان على حساب طول حياتها، وتخرج الشغالة من خليتها أول مرة وعمرها حوالي 10 أيام وتطير حول الخلية بشكل دائري في بادئ الأمر وذلك للتعرف على ما يحيط بها من علامات مميزة للمنطقة القريبة من الخلية.

## الأعمال التي تقوم بها الشغالات
للملكة عمل واحد وهو وضعها للبيض، وللذكر عمل محدد هو تلقيح الملكات الحديثة، بينما تقوم الشغالات بجميع الأعمال الأخرى إذ إنها تعرف بغريزتها واجباتها المحددة، ويتم تقسيم العمل بين الشغالات حسب أعمارها ونمو أعضائها وكذلك حسب حاجة الطائفة.
وتنقسم الأعمال التي تؤديها الشغالات إلى:
1. أعمال داخل الخلية.
2. أعمال خارج الخلية.

### أعمال الشغالات داخل الخلية
تقوم الشغالة بالعمل داخل الخلية حتى عمر 3 أسابيع وتقوم خلالها بما يسمى بالواجبات المنزلية في الداخل وتسمى بالشغالة المنزلية وتتلخص الأعمال التي تقوم بها الشغالة حسب سنها وتطور أعضائها المختلفة تباعاً وعلى التوالي:

#### تدفئة الحضنة

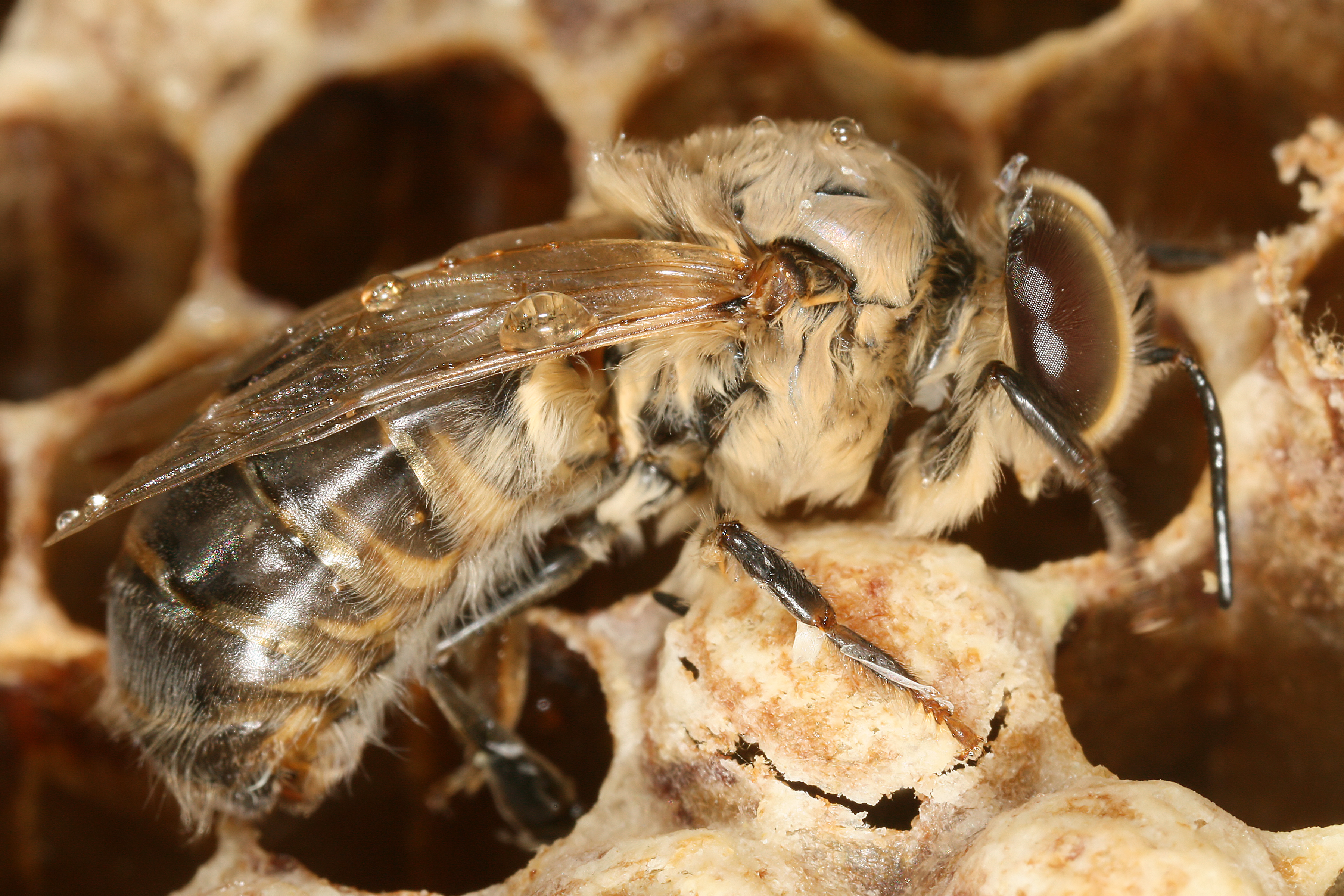
نحلة قد خرجت من العين السداسية وكما نرى فإنها شاحبة ومبللة ومتهدلة الأجنحة

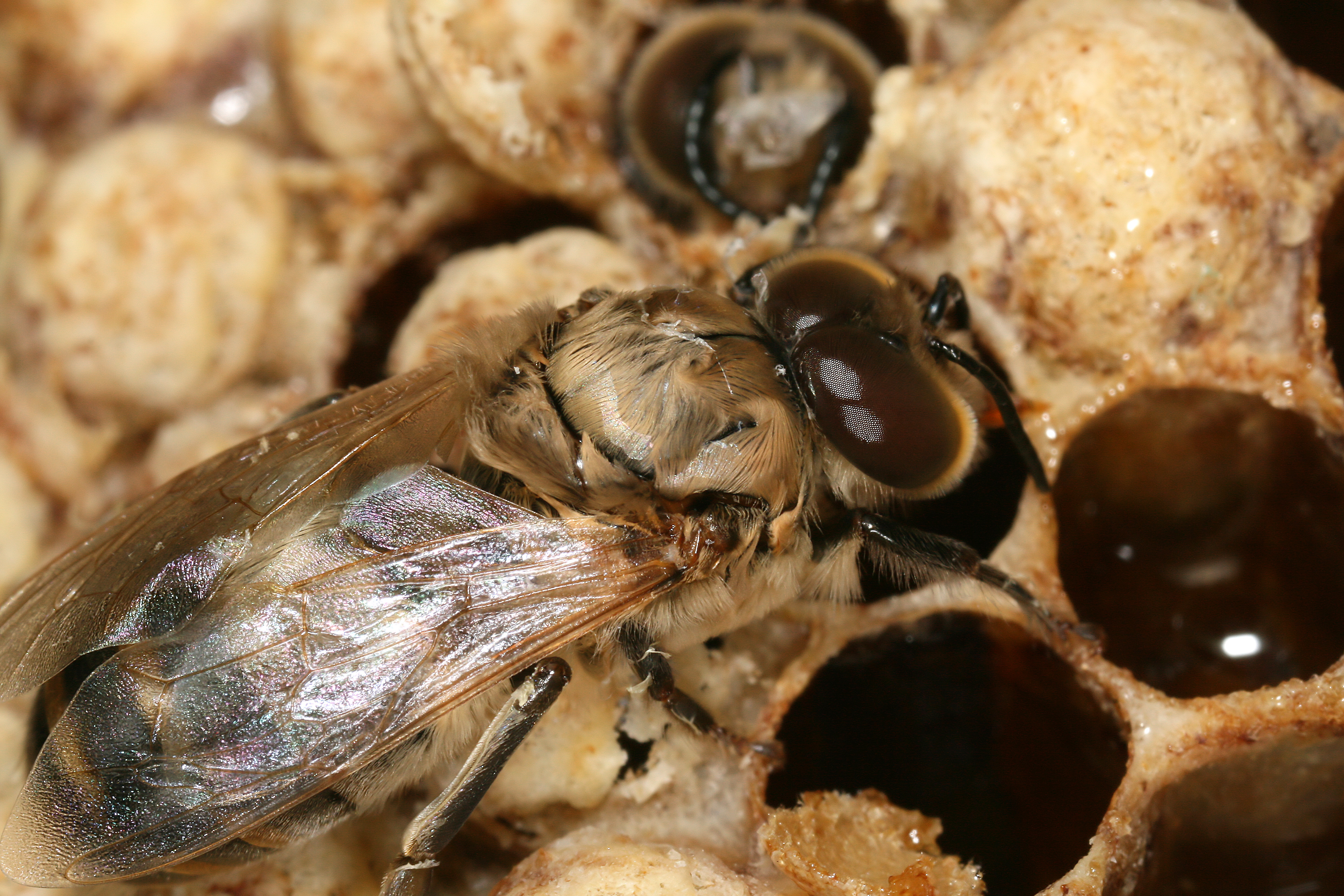
بعد خروج الشغالة وبسبب ضعفها تبقى في مكانها لتدفئة الحضنة والمحافظة على درجة الحرارة المناسبة

تخرج الشغالة الكاملة من طور العذراء وهي شاحبة اللون ومبللة ومتهدلة الأجنحة فتجفف نفسها بسرعة وتفرد أجنحتها ونظراً لضعفها تبقى ساكنة وتحتضن العيون السداسية التي تحتوي على الحضنة فتعمل على تدفئتها والمحافظة على درجة الحرارة المناسبة لنضج تفريخ الحضنة، أثناء ذلك لا تقوم بتناول العسل وحبوب اللقاح المخزونة بالعيون السداسية، وإنما تحصل على غذائها بطريقة الاستجداء من أخواتها الأكبر منها نتيجة ضعف عضلاتها الفكية، وذلك خلال الأيام الثلاثة الأولى من عمرها، حيث تمد النحلة الكبيرة لسانها نحو لسان الصغيرة وتخرج قطرة من حوصلتها تلعق منه هذه الشغالة حيث تقوي عضلاتها الفكية فتبدأ بالتغدية ذاتياً حيث تلتهم كميات كبيرة من حبوب اللقاح والعسل.

#### تغدية اليرقات الكبيرة
نتيجة تغديتها على حبوب اللقاح التي تحتوي على البروتينات المختلفة تكتمل وتنضج غددها وتقوي عضلات جسمها وتقوم بتغدية اليرقات الكبيرة (عمرها 3 3 - 5 أيام) بخبز العسل (عسل- حبوب اللقاح - ماء).

#### تغدية الملكة واليرقات الصغيرة

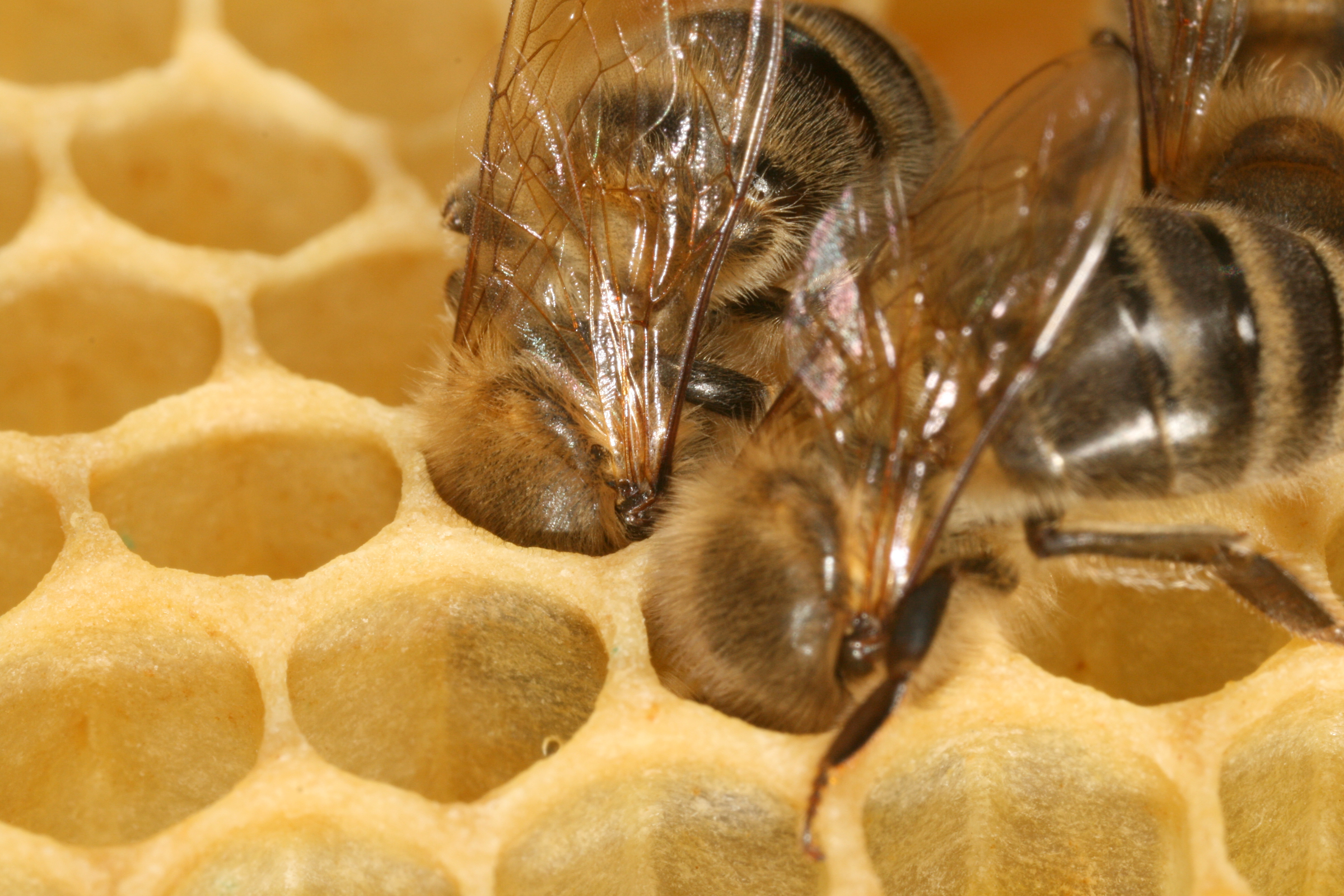
نحلات تقوم بإطعام اليرقات صغيرة بالغذاء الملكي, والشغالات تقوم بتغدية اليرقات التي أقل من 3 أيام بالغذاء الملكي ثم تمنعها في اليوم الرابع وتغديها بخبز العسل

في اليوم الخامس أو السادس من عمر هذه الشغالات ونتيجة لامتصاص جسمها كميات كبيرة من البروتينات أثناء تجهيزها لخبز العسل تنشط الغدد البلعومية الخاصة بالغذاء الملكي، تبدأ بإفراز هذا السائل وتزداد قدرتها على إفرازه تدريجياً حتى عمر 12 يوماً ثم تقل هذه القدرة تدريجياً، أثناء ذلك تقوم هذه الشغالات بتقديم الغذاء الملكي لليرقات الصغيرة السن (عمرها أقل من 3 أيام)، وليرقات البيوت الملكية في حالة وجودها وكذلك الملكة حيث تحيط هذه الشغالات بالملكة وتقدم لها العناية وتمدها بالغذاء الملكي بشكل مباشر، حيث تمد الملكة خرطومها إلى فم الشغالة التي تفتح فكوكها العليا لتسمح لخرطوم الملكة بالدخول لامتصاص الغذاء الملكي.

#### معرفة موقع الخلية
تبدأ الغدد البلعومية الخاصة بإفراز الغذاء الملكي بالضمور ويكون مستقيم هذه الشغالات قد امتلأ بالفضلات فتبدأ الشغالة بالخروج لأول مرة من خليتها والغرض من خروجها عمل رحلات استكشافية قصيرة حيث تطير بشكل دائري حول الخلية حتى تحدد العلامات والمنطقة المحيطة بها وكذلك تقوم بعملية إفراغ المستقيم خارج الخلية، إذ إن النحل لا يتبرز داخل الخلية أبداً ومن الممكن بعدها أن تقوم بما يعرف بطيران اللهو.

#### استلام الرحيق وتعبئة حبوب اللقاح
عندما تجف الغدد الخاصة بالغذاء الملكي تنتقل هذه الشغالات من فوق أقراص الحضنة إلى الأقراص المجاورة لمدخل الخلية حيث تقابل الشغالات الكبيرة العائدة من زيارتها للأزهار المحملة بالرحيق وحبوب اللقاح فتأخد الشغالات الصغيرة الرحيق قطرة قطرة حيث تتدحرج هذه القطرات على لسانها حتى الجراب ثم تخرجها مرة أخرى وهكذا حتى تدفع بها إلى نحلة أخرى وتأخد هي قطرة ثانية، وتستغرق القطرة الواحدة على لسان الشغالة حوالي 20 دقيقة حتى يهضم السكر جزئياً بواسطة إنزيمات خاصة، ويفقد الرحيق الرطوبة ويصل إلى قوام العسل غير الناضج، عند ذلك تتسلمه مجموعة ثانية من النحل وتقوم بتخزينه في العيون السداسية الخاصة بالعسل وكذلك تخزن حبوب اللقاح، بعد ذلك تقوم مجموعة أخرى بالتخلص من الرطوبة الزائدة بالعسل غير الناضج باستخدام أجنحتها لإنتاج تيارات هوائية فيتحول إلى عسل ناضج حيث تقوم بتغطية العيون الممتلئة بالعسل بغطاء شمعي رقيق.

#### إفراز الشمع وبناء الأقراص الشمعية
عند بلوغ عمر الشغالة 12 يوماً ونتيجة لقيامها سابقاً بتحويل الرحيق إلى عسل تمتص جسمها كميات كبيرة من السكريات حيث تنضج وتكتمل عندها الغدد الشمعية التي توجد على جانبي البطن من أسفل، تبدأ الشغالات بإفراز الشمع اللازم لبناء الأقراص الشمعية وترميمها ولما كان إنتاج الشمع وبناء الشغالات للأقراص الشمعية يحتاج إلى درجات تتراوح ما بين 33 - 36 درجة مئوية، وهي حرارة عالية نسبياً تقوم هذه الشغالات باستهلاك كميات كبيرة جداً من العسل حتى تقوم بإفراز الشمع إذ يلزم لإنتاج كيلو جرام واحد من الشمع حوالي 5 - 25 كيلو جرام من العسل، ويتم إفراز الشمع على هيئة قشور.
بعد ذلك تقوم هذه الشغالات بالتعلق بالإطارات أو أي نقطة بارزة في الخلية ثم يعقبها صف آخر يتعلق بالأرجل الخلفية لنحل الصف الأول حتى يتكون شكل هرمي مقلوب من هذه الشغالات، بعد ذلك تتناول الشمع الموجود على صورة قشور بواسطة الأرجل الخلفية وتنقلها الأرجل الأمامية ثم إلى فكوكها فتفرز على اللعاب الذي يحتوي على بعض الإنزيمات التي تلينها وتعجنها، وتبدأ ببناء العيون السداسية حيث تبقى هذه المجموعة بهذا الوضع حوالي 20 ساعة عمل متواصل بعدها تأتي مجموعة أخرى وتحل مكانها حتى يتم بناء الأقراص المطلوبة.

#### الحراسة والتنظيف
عندما تجف الغدد الشمعية في اليوم الثامن من عمر الشغالة تقريباً تقوم هذه الشغالات بعمليات التنظيف داخل الخلية وحراسة المدخل أمام الأعداء المهاجمين كالنحل السارق والحشرات الأخرى وكذلك السحالي والفئران.
النحل يميز أفراد الطائفة بواسطة الرائحة الخاصة بكل خلية ولكن يلاحظ أن النحل الحارس لا يتعرض لذكور الخلايا الأخرى إذا ما دخلت أثناء موسم التلقيح وكذلك لا يتعرض للشغالات الغريبة المحملة بالغذاء إذا ما حاولت الدخول بهدوء إلى الخلية.
ولكنه يدافع عن خليته بشراسة إذا ما هاجمها النحل السارق الذي يمكن تمميزه أثناء طيرانه أمام مدخل الخلية وهو يمد أرجله إلى الأمام ويتردد يميناً ويساراً، وإذا ما استطاع النحل السارق الدخول إلى الخلية المهاجمة وتم له اختراق الحراسة أمام باب الخلية يستطيع النحال سماع طنين خاص يصدر من الخلية التي تتعرض للسرقة، وعادة ما تتعرض الطوائف الضعيفة للسرقة.

### أعمال الشغالات خارج الخلية
بعد أن يصبح عمر الشغالات 21 يوماً تبدأ بإنجاز الأعمال الحقلية خارج الخلية وتسمى هذه الشغالات بالنحل السارح، ويقوم هذا النحل بجميع الأعمال والنشاطات خارج الخلية حتى موته، ومن أهم هذه الأعمال:
- جمع الرحيق: الرحيق هو سائل سكري تفرزه الخلايات الغدية الذي توجد بالقرب من قواعد البتلات غالباً في نباتات ذات الأزهار الرحيقية، ولكنه قد توجد أيضاً غدد رحيقية إضافية في قواعد الأوراق وأماكن أخرى في النبات مثل القطن والخروع والفول.[9]
- جمع حبوب اللقاح: تعتبر حبوب اللقاح المصدر الأساسي لإمداد النحل بالبروتينات المختلفة اللازمة لبناء أجسامها ولا يستطيع النحل تربية الحضنة بدونها وتتوقف حاجة الطائفة إليها حسب أعداد أفرادها وتبعاً لكمية الحضنة التي تقوم بتربيتها، إذ إن كمية الأزوت اللازمة لتربية نحلة واحدة تقدر ب 2,3 مليجرام، هذه الكمية في 100 مليجرام من حبوب اللقاح تقريباً، وهذا الرقم يعادل وزن النحلة الحديثة، وبالتالي يلزم لإنتاج كيلوجرام واحد من النحل (حوالي 10000 نحلة) كيلوجرام واحد من حبوب اللقاح، ويختلف التركيب الكيميائي لحبوب اللقاح باختلاف النباتات وباختلاف عوامل البيئة.[10]
- جمع البروبوليس: هي عبارة عن مادة حمضية لزجة وتوجد في قلف بعض الأشجار ويستخدمها النحل في لصق الإطارات وتقوية الأقراص الشمعية وسد شقوق الخلية وتضييق مداخل الخلية في الشتاء.[11]
- جمع الماء: الماء له أهمية كبيرة في حياة النحل إذ إن الطائفة تستعمله في أغراض عدة حيث تجمعه الشغالات من الرطوبة الأرضية أو الجداول أو البرك والمستنقعات أو أي مصدر مائي آخر، وتستعمله الشغالات المنزلية أثناء الشتاء أو الربيع المبكر في تخفيف العسل السائل والمكثف أو من أجل إذابة العسل المتجمد أو غذاء الكاندي الذي يقدمه المربي للنحل شتاء، أما في الصيف فتستعمل الماء في تلطيف حرارة الخلية وترطيب هوائها، ويلجأ في الفصول الحارة حيث تزداد الحاجة للماء إلى جمعه بكميات أكبر وتخزينه في كؤوس سداسية مصنوعة من الشمع والبروبوليس وموجودة في قمم الإطارات أو على جوانب عش الحضنة، وأحياناً على أغطية الحضنة المقفولة بالإضافة إلى تخزينها في حوصلات النحل الخازن.[12]

## آلة اللسع

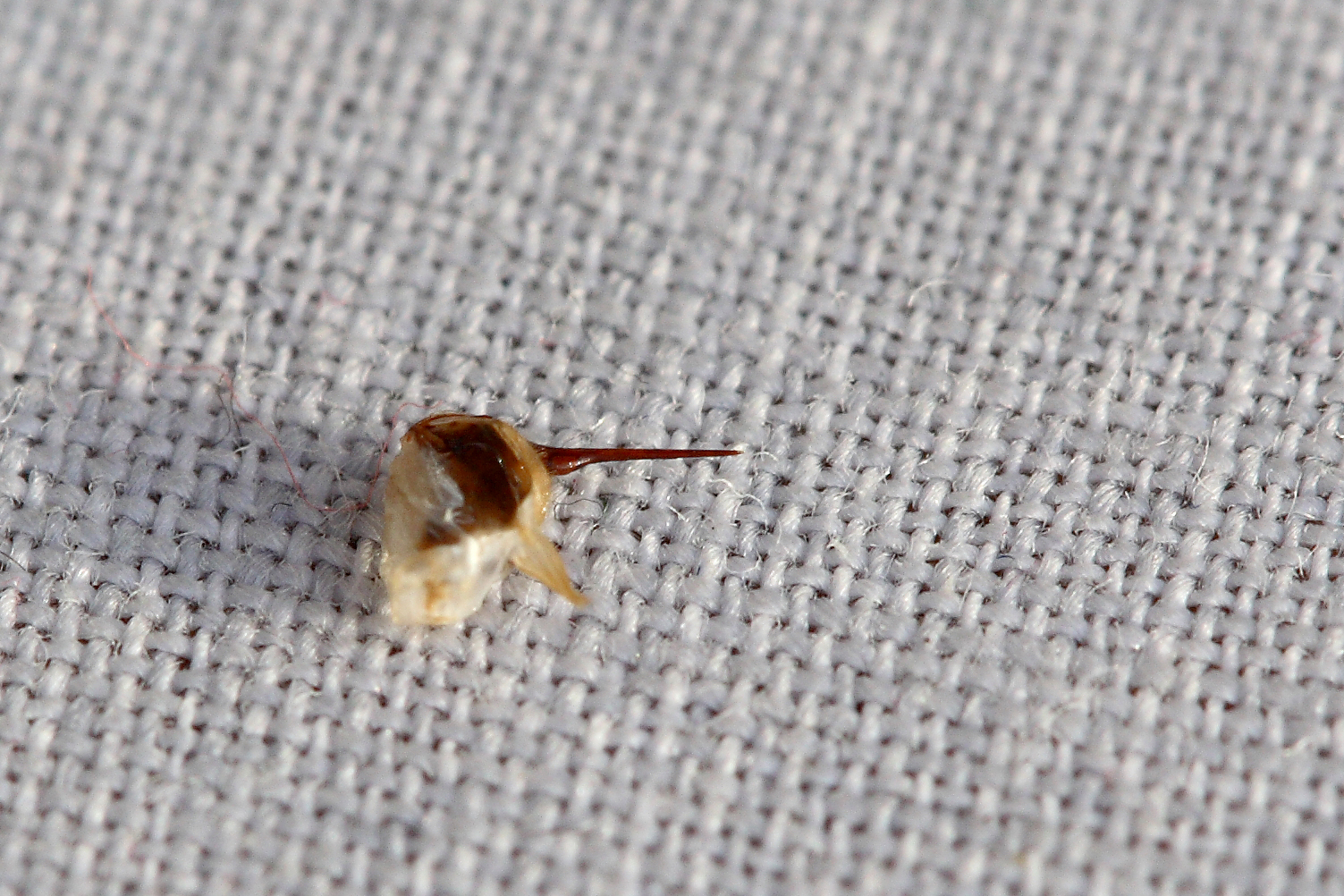
أله اللسع معلقة فوق لباس الحماية

آلة اللسع هي أحد وسائل الدفاع لدى النحل، وآلة اللسع عند الشغالة تختلف عن آلة اللسع عند الملكة في الشكل المورفولوجي، حيث إن آلة لسع الملكة مقوسة ولا تستعملها إلا ضد ملكات أخريات، بينما آلة اللسع عند الشغالات غير مقوسة وذات تسنين حاد وتستعملها في الدفاع عن خلاياها ضد أي دخيل.
بعد أن تستعملها الشغالة فإن آلة اللسع تبقى في جسم الدخيل مع بعض أجزاء بطن الشغالة لذا يؤدي ذلك إلى موتها.